# Nicolae Predescu
Născut la 18 aprilie 1938, în satul Mărcuș, comuna Făurești, județul Vâlcea.
Pictor, membru al Uniunii Artiștilor Plastici din România, filiala Craiova.
Facultatea de Arte Plastice, Universitatea din Timișoara
Academia de Artă Nicolae Grigorescu, București
1965-2000 – Profesor de educație artistică-plastică, Craiova
1982-1991 – Inspector școlar pe probleme de educație plastică la Inspectoratul Școlar Dolj

ACTIVITATE ARTISTICĂ
Expoziții personale
1968 – Sala Sindicatului Învățământului Craiova – grafică, pictură
1970 – Galeria  ARTA Craiova – grafică, pictură
1971 – Expoziția națională – Sala Dalles, București
1972 – Galeria  ARTA Craiova – pictură
1973 – Galeria  ARTA Craiova – acuarelă
1976 – Galeria ARTA Craiova – pictură
1979 – Expoziția națională, București
1982 – Galeria ARTA Craiova – pictură
1989 – Galeria ARTA Craiova – pictură
1991 – Galeria ARTA Craiova – pictură, acuarelă
1991 – MUZEUL DE ARTĂ CALAFAT – pictură, acuarelă
1992 – Galeria ARTA Craiova – acuarelă
1993 – MUZEUL DE ARTĂ CALAFAT – pictură
1994 – Galeria ARTA Craiova – pictură, acuarelă
1996 – Galeria ARTA Craiova – pictură
1998 – Galeria ARTA Craiova – pictură, acuarelă
2000 – Galeria ARTA Craiova – pictură, acuarelă
2002 – Galeria ARTA Craiova – pictură
2006 – Galeria ARTA Craiova – acuarelă
2008 – MUZEUL DE ARTĂ CRAIOVA – Retrospectivă – pictură, grafică
Expoziții internaționale
1993 – Galeria Municipiului București, Ocquarela 22 Grup, Expoziție internațională de acuarelă în colaborare cu Școala Internațională de Acuarelă „Aldo Raimondi” Roma.
1994 – Belgia – acuarelă
Expoziții interfiliale
1972 – Ateneul Român, București – Filialele U.A.P. Craiova, Oradea, Arad
1980 – Sala Dalles, București, Craiova, Slatina
1998 – Reșița – Filialele U.A.P. din Târgu-Jiu, vestul și sudul României
Expoziții interregionale și interjudețene
1966, 1967 – Muzeul de Artă Craiova, Filialele U.A.P. Craiova, Deva, Petroșani
1968 – Deva, Filialele U.A.P. Craiova, Deva, Petroșani
1969 – Muzeul de Artă Craiova, Filialele U.A.P. Deva, Craiova, Petroșani
1970 – Muzeul de Artă Deva, Filialele U.A.P. Craiova, Deva, Petroșani
1971, 1972 – Muzeul de Artă Craiova, Filialele U.A.P. Deva, Craiova, Petroșani
1973 – Muzeul de Artă Petroșani, Filialele U.A.P. Craiova, Deva, Petroșani
1976 – Muzeul de Artă Craiova, Filialele U.A.P. Craiova, Deva, Petroșani
1977 – Muzeul de Artă Craiova, Filialele U.A.P. Craiova, Pitești, Slatina, Turnu-Severin
Expoziții de grup
1991-1999 – Grup 6 + 1, Galeria Arta Craiova
1992 – Grup 6 + 1, Petroșani, Lupeni
Salonul Artiștilor Olteni
1991-1994, 1996-1998, 2000, 2001 – Muzeul de Artă Craiova
2002 – Oameni și locuri, Muzeul de Artă Craiova
2004 – Salonul Artiștilor Olteni, Muzeul de Artă Craiova
Expoziții organizate de Filiala U.A.P. Craiova
Participant la toate expozițiile de pictură organizate de Filiala U.A.P. Craiova
1969 – A XXV-a aniversare a Republicii,  Craiova
1969 – Porțile de Fier, Turnu-Severin
1970 – Șantierele patriei, Galeria Arta Craiova
1972 – Salonul de Primăvară, Muzeul de Artă Craiova
1973 – Salonul de Iarnă, Muzeul de Artă Craiova
– Muzeul de Artă Calafat
1974 – A XXX-a aniversare a Republicii, Muzeul de Artă Craiova, expoziția de grup, Galeria Arta Craiova
1977 – Omagiul Independenței, Muzeul de Artă Craiova
1978 – Salonul de Primăvară, Muzeul de Artă Craiova
1987 – Omagiul, Muzeul de Artă Craiova, Salonul de primăvară
ARTICOLE, CRITICĂ
Călătorii documentare în străinătate: Moldova, Ucraina, Rusia, Turcia, Bulgaria.
Lucrări achiziționate de Muzeele de Artă din Craiova, Calafat, Deva, Petroșani. Lucrări în colecții particulare din țară și străinătate: Belgia, Franța, Germania, Grecia, S.U.A.
Publicații metodice și de cercetare pedagogică pe probleme de educație plastică:
– Desenul tehnic și formele de aplicabilitate în tehnică: designul, desenul decorativ și ornamental, Revista Învățământului Liceal și Tehnic Profesional, aprilie, 1983.
– Dezvoltarea viziunii spațiale și a creativității elevilor prin educația artistico-plastică, Revista Învățământului Liceal și Tehnic Profesional, nr. 4, 1984.
Colaborator la revista cultural-științifică Rădinești-Gorj, înregistrată la Biblioteca Academiei Române cu articole, comentarii și cronici privind artele plastice.
Diplomă ca membru fondator al Fundației pentru cultură universală „Noua Junime”, București.
Comentarii și cronici de specialitate
1968 – Expoziția unui profesor, de Marian Barbu, Ziarul „Înainte”, Craiova
1970 – Cronică plastică, Mihai Duțescu, Revista „Ramuri”, Craiova
1972 – Craiovenii – cronică plastică, Ion Frunzetti, „Contemporanul”, București
1973 – Salonul de primăvară – cronică plastică, Paul Rezeanu, Revista „Ramuri”, Craiova
1976 – Cronică plastică, Mihai Pelin, Revista „Ramuri”, Craiova
1982 – Cronică plastică, Florin Rogneanu, Revista „Ramuri”, Craiova
1984 – Anotimpuri de lumină și culoare – cronică plastică, Ioana Dinulescu, Ziarul „Înainte”, Craiova
1989 – Jurnalul Galeriilor, Adrian Silvan Ionescu, Revista „Arta”, București
1991 – Poezia culorii, Constantin M. Popa, „Meridian”, Craiova
1998 – Sentiment și imagine, Florin Rogneanu, Revista „Mozaicul”, Craiova
2000 – Nicolae Predescu – pictor al peisajului și florilor, Magda Bratu, „Cuvântul Libertății”, Craiova
– Expoziția Nicolae Predescu, Constantin M. Popa, Revista „Mozaicul”,  Craiova
2002 – Rigoare și delicatețe, Ovidiu Bărbulescu, Revista „Mozaicul”,  Craiova
2006 – Nicolae Predescu, acuarelist de mare rafinament, Constantin Ilie, Gazeta de Sud, Craiova
1. ↑  „NICOLAE PREDESCU”. UNIUNEA ARTIȘTILOR PLASTICI DIN ROMÂNIA | filiala CRAIOVA. Accesat în 11 ianuarie 2025.